# 腎單位

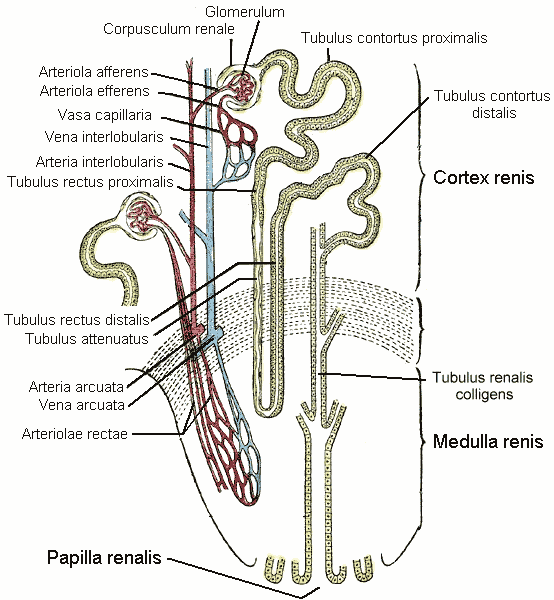
上部近皮質腎元(85%),及下部近髓質腎元(15%)

又稱腎元、腎單元，是腎製造尿液的基本功能單位，人双侧肾脏约含200-250万个肾单位，每一個腎元是由腎小體和腎小管所組成，腎小體包含腎絲球和鮑氏囊。腎元的主要工作是利用超濾作用，調節血液中的水份和溶解物質，重新吸收有用的物質，並將剩餘的部分以尿液的形式分泌出去。腎元的功能除了將身體的廢物排出，還可以調節血量和血壓，控制電解質和代謝，並調節血液的酸鹼值。它對生命的維持具有重要性。腎元會受到抗利尿激素、醛固酮和副甲狀腺素等激素的影響，

## 組織機制
腎元可分為近皮質腎元（cortical nephron）和近髓質腎元（juxtamedullary nephron）兩類。近皮質腎元的腎絲球位於皮質的外圍，佔85%腎元總數，近髓質腎元的腎絲球接近皮質與髓質的交接處，佔15%腎元總數，且含有亨利氏環（loop of Henle），長度較長，濃縮尿液功能較好。
腎小體位於皮質區，是由鮑氏囊和腎絲球組成，鮑氏囊為雙層壁構造，外層為單層鱗狀上皮，內層為特化上皮（足細胞（podocytes））。鮑氏囊將腎絲球包住。
Nephron Remodeling( 腎元重塑 )
Loop diuretics主要抑製鹽份在粗上升支上的再吸收，但它們不能增加NaCl的排泄，因為它們間接刺激腎元較遠端處(例如遠曲小管)的再吸收速率，因此不能完全抑制NaCl的再吸收。接著NaCl的淨排泄反映出利尿作用主要部位的抑制與遠端（或近端）刺激之間的平衡，持續使用利尿劑會引起其他變化，包括顯著的遠端腎小管的remodeling，這些作用涉及運輸鈉離子的細胞，但也涉及其他intercalated cells，這些細胞參與NaCl的再吸收和酸鹼平衡。
RAS系統是促進nephron remodeling的信號途徑。long-term furosemide的注射會導致thiazide-sensitive sodium chloride cotransporter (NCC)的活化，而此活化部分是由aldosterone調控的，且aldosterone亦活化了epithelial sodium channel。第二種機制涉及增加向遠端腎元段的管腔溶質和液體的運送，這增加了通過上皮的溶質量，並且根據實驗研究結果顯示，這些遠端腎元段細胞中可見轉錄的增加 。第三種機制為利尿劑使用對全身代謝的影響，包括代謝性鹼中毒和低鉀血症。血漿中鉀濃度即使只有一點降低也與預後不良有關 。低鉀血症會強烈活化sodium–chloride cotransporter，並與遠distal convoluted tubule remodeling有密切關係。最後，在心衰竭患者中，經由腎絲球過濾的circulating proteases（如furin, plasmin, and plasminogen）可以直接活化epithelial sodium channel。